# ميك جاكسون (مؤلف)
ميك جاكسون (بالإنجليزية: Mick Jackson)‏ (1960 في المملكة المتحدة)؛ كاتب سيناريو وروائي بريطاني.

## روابط خارجية
- ميك جاكسون على موقع IMDb (الإنجليزية)
- ميك جاكسون على موقع ديسكوغز (الإنجليزية)
- ميك جاكسون على موقع قاعدة بيانات الفيلم (الإنجليزية)